# Eileen Power

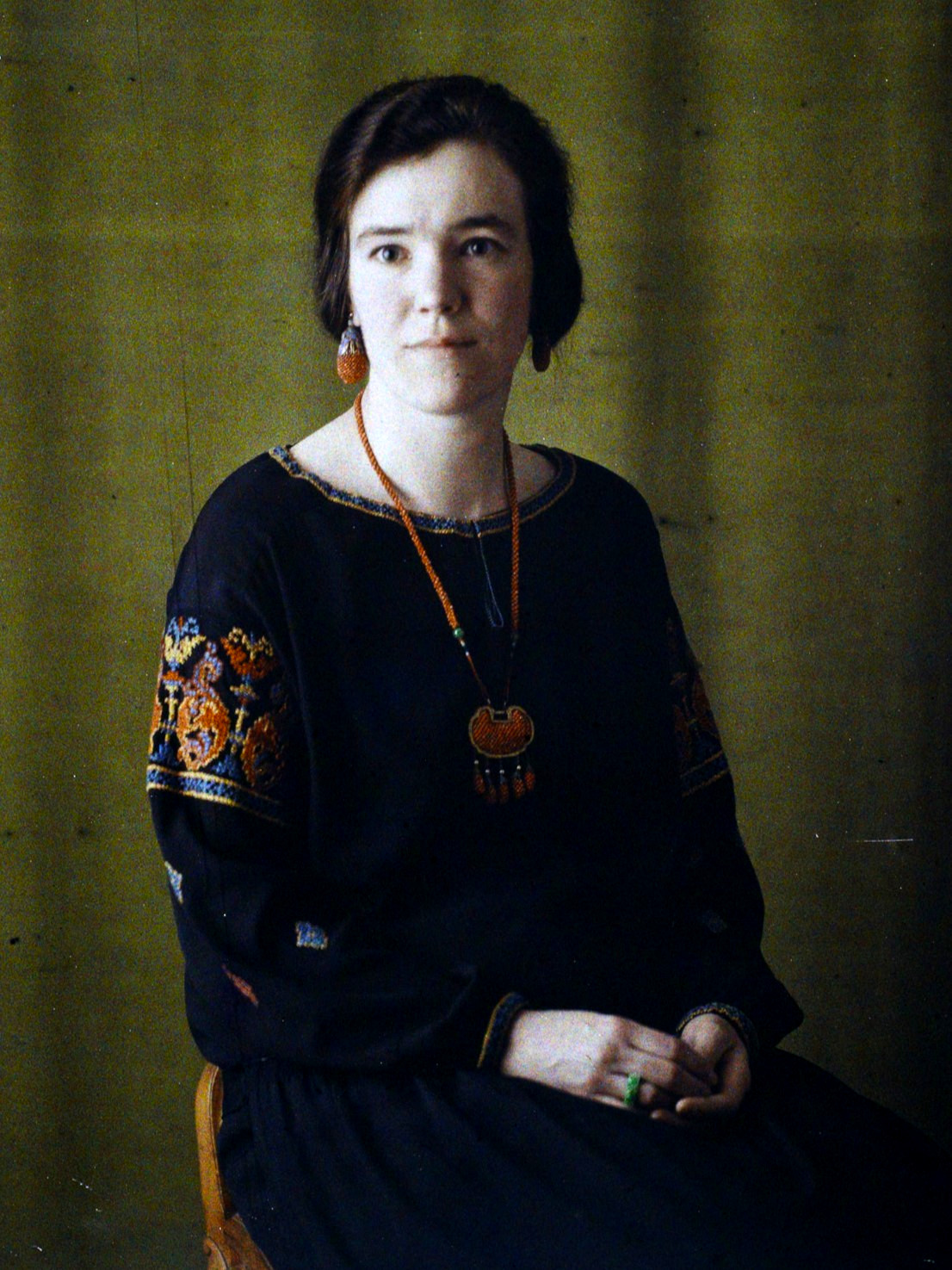
Eileen Power im Jahr 1926

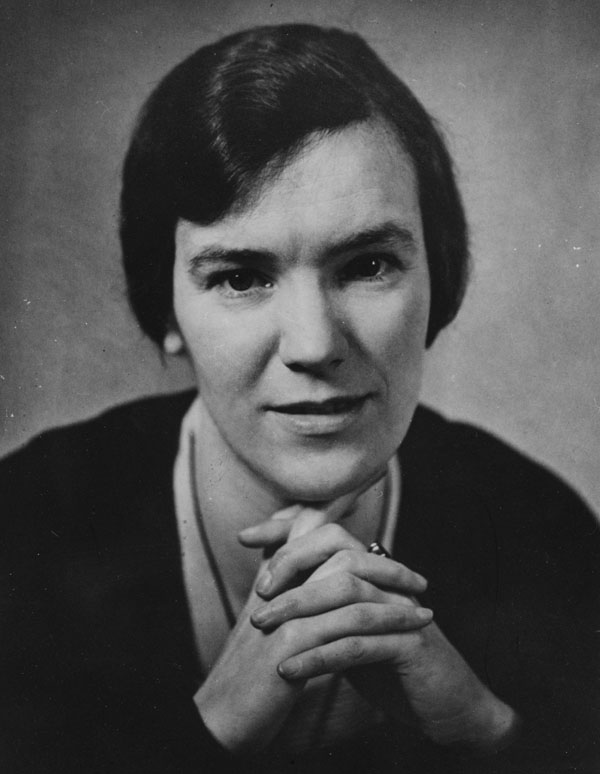
Eileen Power in den 1930er Jahren

Eileen Edna Le Poer Power, verheiratete Postan (* 9. Januar 1889 in Altrincham, Cheshire; † 8. August 1940 in London), war eine britische Wirtschaftshistorikerin.

## Leben und Werk
Eileen Power war die älteste von drei Töchtern des Börsenmaklers Philip Ernest Le Poer Power (1860–1946), und seiner Frau Mabel Grindlay Clegg (1866–1903). 1891 wurde ihr Vater wegen Betrugs inhaftiert, die Mutter zog mit ihren Kindern nach Bournemouth. 1903 starb ihre Mutter, so dass die Schwestern Eileen, Rhoda und Beryl bei ihrem Großvater Benson Clegg in Oxford aufwuchsen. Eileen besuchte die Oxford High School for Girls.
1907 erhielt sie ein Clothworkers' scholarship und besuchte das Girton College. Während ihres Studiums an der Universität Cambridge schloss sie sich den National Union of Women’s Suffrage Societies an. 1910 erhielt sie ein Gilchrist research fellowship und studierte so in Paris an der dortigen Universität und an der École nationale des chartes. Bei ihrer Rückkehr im Jahr 1911 erhielt sie ein George Bernard Shaw research studentship an der London School of Economics, wo sie sich mittelalterlichen Frauenleben widmete. Sie kritisierte die britische Außenpolitik und war in der Union of Democratic Control während des Ersten Weltkriegs tätig. 
Nach dem Krieg erschien 1919 ihre erste Publikation, nämlich The Paycockes of Coggeshall, 1921 wurde sie Lecturer. In zwei weiteren Publikationen befasste sie sich mit dem Mittelalter, nämlich in Medieval English Nunneries (1922) und Medieval People (1924). Zusammen mit ihrer Schwester schrieb sie Geschichtsbücher für Kinder, wie Boys and Girls of History (1926) und More Boys & Girls of History (1928). Mit ihr schuf sie die BBC schools history broadcasts. 1927 unterstützte sie die Gründung der Fachzeitschrift Economic History Review.
Sie wurde 1931 zur Professorin für Wirtschaftsgeschichte an der London School of Economics berufen, wo sie seit 1921 arbeitete, und 1940 zur Professorin für Wirtschaftsgeschichte an der Universität Cambridge. Auch arbeitete sie über Liutprand von Cremona. 1933 schloss sie sich William Beveridge und seinem Academic Assistance Council an, das deutsche Akademiker unterstützte, die aus dem Reich geflohen waren. 1936 geriet sie in Auseinandersetzungen wegen ihrer Kritik an der Appeasement-Politik der Regierung. 
Zusammen mit E. Denison Ross gab sie die Sammlung von Reisebeschreibungen und Entdeckungsfahrten The Broadway Travellers heraus, ebenso wie die Lebenserinnerungen des Lorenzo Da Ponte. Posthum erschien Band 1 der Cambridge Economic History of Europe, den sie mit John Harold Clapham herausgab.
Am 11. Dezember 1937 heiratete sie den zehn Jahre jüngeren Historiker Michael Postan. Sie starb an Herzversagen.

## Werke
- The Paycockes of Coggeshall (1919)
- (Hrsg.): The Unconquered Knight. A Chronicle of the Deeds of Don Pero Nino, Count of Buelna de Gamez (1920)
- Medieval English Nunneries (1922)
- Medieval People (1924)
- (Übers.) mit R. H. Tawney: Tudor Economic Documents (1924, 3 Bde.)
- mit E. Denison Ross (Hrsg.): The Broadway Travelers, George Routledge & Sons, 1920er und 1930er Jahre (Reihe von Übersetzungen von noch nicht herausgegebenen Texten)[1]
  - mit E. Denison Ross (Hrsg.): Don Juan of Persia. A Shiah Catholic (1926)
  - mit E. Denison Ross (Hrsg.): Pero Tafur travels and adventures 1435–1439 (1926)
  - mit Rhoda Power: Boys & Girls of History (1926)
  - mit E. Denison Ross (Hrsg.): The Diary of Henry Teonge, Chaplain on Board H.M.'s Ships Assistance, Bristol, and Royal Oak, 1675–1679
  - mit E. Denison Ross (Hrsg.): John Macdonald Travels (1745–1779) (1927)
- mit Rhoda Power: Cities and Their Stories. An Introduction to the Study of European History (1927)
  - mit E. Denison Ross (Hrsg.): Hans Staden. The True History of His Captivity – 1557 (1928)
  - mit E. Denison Ross (Hrsg.): Hernando Cortes - Five Letters 1519–1526 (1928)
  - mit E. Denison Ross (Hrsg.): Huc & Gabet. Travels in Tartary, Thibet and China 1844–46 (1928, 2 Bde.)
- (Übers.): The Goodman of Paris (Le Ménagier de Paris).  A Treatise on Moral and Domestic Economy by a Citizen of Paris c. 1393  (1928)
- mit Rhoda Power: More Boys & Girls of History (1928)
- mit Elizabeth Drew (Hrsg.): Memoirs of Lorenzo Da Ponte. Mozart's Librettist (1929)
- mit G. G. Coulton (Hrsg.): Sir Lancelot of the Lake. A French Prose Romance of the Thirteenth Century (1929)
- mit G. G. Coulton (Hrsg.): The Autobiography of Ousama (1929)
- mit G. G. Coulton (Hrsg.): The Works of Liudprand of Cremona (1930)
  - mit E. Denison Ross (Hrsg.): Madame D'Aulnoy. Travels into Spain (1930)
  - mit E. Denison Ross (Hrsg.): Jahangier and the Jesuits. With an Account of the Benedict Goes and the Mission to Pegu (1930)
- mit Michael Postan: English Trade in 15th Century (1933)
  - mit E. Denison Ross (Hrsg.): Bernal Diaz Del Castillo, the Discovery and Conquest of Mexico 1517–1521 (1936)
- The Wool Trade in English Medieval History (1941) The Ford Lectures for 1940 (posthum).
- mit J. H. Clapham (Hrsg.): Cambridge Economic History of Europe, Bd. 1: The Agrarian Life of the Middle Ages (1942)
- Medieval Women (Vorlesungen Powers, hrsg. v. Michael Moissey Postan 1975)